# Hadik-Barkóczy család

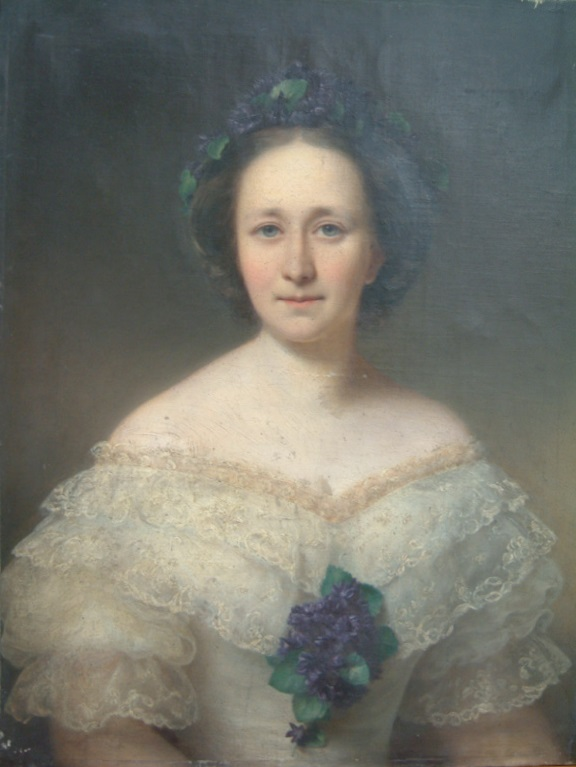
Hadik-Barkóczy Ilona grófnő portréja

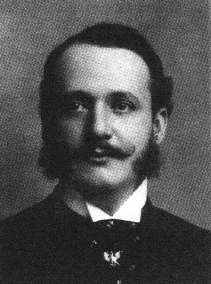
gróf Hadik-Barkóczy Endre (1862–1931), politikus, kamarás

A futaki, szalai és tavarnai gróf Hadik-Barkóczy család egy újkori magyar főnemesi család.

## Története
A család a Hadik családból és a Barkóczy családból ered. Hadik Béla gróf (1822–1885) Bécsben 1860. október 31-én házasságot kötött gróf szalai és tavarnai Barkóczy Ilonával (1833–1887), aki atyja fiúutód nélküli halála után mint királyi kegyként fiúsított (praefectio) hölgy az ősiség törvénye ellenére örökölhette a család hatalmas hitbizományát, amit házassága után is maga kezelt. Barkóczy Ilonának a szülei szalai és tavarnai Barkóczy János (1798–1872), cs. és kir. belső titkos tanácsos, Magyarország fő-udvarnagyja, nagybirtokos, valamint gróf tolnai Festetics Antónia (1808–1886) a királyné palotahölgye voltak.
Hadik Béla gróf és Barkóczy Ilona grófnő elsőszülött fia, gróf futaki és tavarnai Hadik-Barkóczy Endre (1862–1931), valódi belső titkos tanácsos, cs. és kir. kamarás, a Magyar Főrendiház örökös tagja, elnöke, a Hadik vagyon mellett a Barkóczy-féle hitbizomány haszonélvezője is lett, és 1887. július 17-én kelt királyi engedéllyel a Hadik-Barkóczy kettős nevet vette fel.
Hadik-Barkóczy Endre gróf 1895. január 8-án Budapesten feleségül vette gróf zicsi és vázsonkeői Zichy Klára (1875–1946) kisasszonyt, akinek a szülei gróf Zichy Rudolf (1833–1893), Abaúj-Torna, Kassa, Eperjes, Bártfa és Kis-Szeben főispánja, nagybirtokos és gróf péchújfalusi Péchy Jacqueline (1846–1915) voltak. Hadik-Barkóczy Endre és Zichy Klára frigyéből egy leány és egy fiúgyermek született: gróf Hadik-Barkóczy Eleonóra (1895–1966), akit Bécsben, 1919. április 22-én elvett herceg Hubert von Hohenlohe-Waldenburg-Schillingsfürst (1893–1869), valamint ifjabb gróf Hadik-Barkóczy Endre (1899–1986) akinek 3 házasságából összesen 6 gyermeke született, leszármazottai a mai napig köztünk élnek.